# Piero Baffi
Piero Baffi (Treviglio, 8 settembre 1990) è un ex ciclista su strada e pistard italiano, attivo tra gli Élite con il team Continental Leopard-Trek dal 2013 al 2014. È figlio di Adriano Baffi, sprinter degli anni novanta, e nipote di Pierino Baffi.

## Carriera
Da Juniores vanta due podi ai campionati italiani su pista del 2008, quando giunse terzo nell'inseguimento individuale e secondo a squadre con il team Lombardia A.
Nella categoria Under-23 non ha ottenuto successi di rilievo, ma ha partecipato a due edizioni dei campionati continentali su pista, San Pietroburgo 2010 e Anadia 2012. Nel 2010 giunse quattordicesimo nello scratch e, pur qualificandosi per la finale della corsa a punti, non terminò la gara; nel 2012, ventunesimo nella finale dello scratch e sesto nell'inseguimento a squadre.
Passato professionista nel 2013 con il team Continental Leopard-Trek, ha ottenuto un secondo posto nel cronoprologo della Volta a Portugal e un decimo posto nella classifica generale del Tour of China, dove è riuscito a piazzarsi più volte nella top 10 delle singole tappe.